# Joseph Gibb Robertson
Joseph Gibb Robertson, né le 1er janvier 1820 à Stuartfield, en Écosse, et mort le 13 mars 1899 à Sherbrooke, au Québec, est un homme d'affaires et un homme politique québécois. Il représente Sherbrooke à l'Assemblée nationale du Québec de 1867 à 1892, en tant que député conservateur.

## Biographie

### Famille
Il est né à Stuartfield dans l'Aberdeenshire, en Écosse. Il est le fils du pasteur James Robertson et d'Elizabeth Murray. Il est le frère de William Wilcox Robertson. Sa famille émigre d'abord à Derby, au Vermont, en 1832, puis, quatre ans plus tard, à Sherbrooke, dans le Bas-Canada. Il fait ses études à Derby et à Sherbrooke.
Sa sœur est Margaret Murray Robertson, une romancière. Ses deux frères choisissent des professions juridiques. Son frère Andrew est un avocat et un gouverneur de l'Université McGill.

### Carrière en affaires
En 1843, Joseph Robertson se lance en affaires et devient copropriétaire de la société J. G. Robertson à Sherbrooke. Il devient ensuite propriétaire de plusieurs autres magasins entre 1854 et 1862. Il s'adonne à la spéculation foncière dans la région, en expansion. Robertson exploite notamment le moulin à farine Sherbrooke Grist Mill, est actionnaire d'une société de production de coton et d'une compagnie de construction. En 1853, il fait partie des administrateurs de la Sherbrooke and Magog Turnpike Road Company. Robertson contribue à promouvoir la société Sherbrooke Eastern Townships and Kennebec Railway (qui fera plus tard partie du Quebec Central Railway) et sert en tant que son président.

### Politique
Il occupe le poste de secrétaire-trésorier de la municipalité de Sherbrooke à partir de 1847, puis est élu maire de la ville en 1854 et en 1855, de 1857 à 1868 et de 1869 à 1872. En 1870, il épouse Mary Jane Woodward. Ils auront quatre fils et deux filles. Il joue un rôle important dans le développement Sherbrooke.
En 1867, il fait le saut vers la politique provinciale. Robertson est Trésorier de la province de Québec à plusieurs reprises au cours de la période allant de 1869 à 1887. Robertson permet notamment de définir une politique d’aide aux chemins de fer, et travaille au partage de la dette et de l'actif de sa province, au sein du Canada. Il démissionne du cabinet en 1874, lors du scandale des Tanneries, et de nouveau plus tard la même année en raison de son opposition à l'appropriation par le gouvernement de la société de chemins de fer North Shore Railway. Il redevient Trésorier de 1884 à 1887. Il est battu aux élections de 1892 par douze voix, dans une lutte à trois qui couronne Louis-Edmond Panneton. Sa carrière est marquée par une probité irréprochable. Robertson est maître de poste à partir de 1892 jusqu'à sa mort à l'âge de 79 ans.

## Hommages
En 1991, la rue Joseph-Robertson, à Sherbrooke, est nommée ainsi en son honneur. L'ancienne municipalité québécoise de Robertsonville portait son nom.